# Sylven Landesberg
Sylven Joshua Landesberg (hebräisch סילבן לנדסברג; * 10. April 1990 in Brooklyn, New York City) ist ein US-amerikanisch-israelisch-österreichischer Basketballspieler. Landesberg brach das Studium in seinem Heimatland ab und wurde Profi in Israel, wo er nach zwei Jahren mit Maccabi Haifa ab 2012 für den Rekordmeister Maccabi Tel Aviv spielte. Mit dieser Mannschaft gewann er 2014 eine Triple Crown aus nationalem Double und dem höchstrangigen europäischen Vereinswettbewerb Euroleague. Im November 2018 spielte Landesberg sein erstes Spiel in der österreichischen Nationalmannschaft.

## Herkunft
Landesberg ist Sohn eines jüdischen Vaters und einer Mutter, die aus Trinidad und Tobago abstammt. Sein Großvater ist väterlicherseits österreichischer Abstammung.

## Werdegang

### Schulzeit
Zum Abschluss seiner Schulzeit 2008 in Flushing wurde Landesberg als bester Basketballspieler seiner Altersklasse im Bundesstaat New York ausgezeichnet und zum renommierten McDonald’s All-American Game der besten Schul-Basketballspieler des Landes eingeladen.

### NCAA
Anschließend begann Landesberg ein Studium an der University of Virginia, wo er für die Hochschulmannschaft Cavaliers ab 2008 in der Atlantic Coast Conference (ACC) der ersten NCAA-Division spielte. Bereits als „Freshman“ war Landesberg bester Korbschütze und zweitbester Rebounder seiner Mannschaft und wurde zum ACC Rookie of the Year ernannt. In seiner zweiten Saison als „Sophomore“ hielt Landesberg seine akademischen Verpflichtungen nicht ein und wurde daraufhin vom neuen Trainer zum Saisonende suspendiert.

### NBA-Draftverfahren
Landesberg beendete daraufhin sein Studium und meldete sich zum Draftverfahren der nordamerikanischen Liga NBA an, was den Bestimmungen entsprechend eine Rückkehr in die NCAA unmöglich machte. Im NBA-Draft 2010 wurde Landesberg jedoch nicht ausgewählt.

### Berufsbasketball
Landesberg ging daraufhin nach Israel, wo er wegen seiner jüdischen Abstammung unter keine Beschränkungen als Ausländer fiel. In einem Saisonvorbereitungsspiel gegen den NBA-Klub New Jersey Nets war er mit 24 Punkten bester Korbschütze seiner Mannschaft Maccabi Haifa, die sich zu Saisonbeginn in der Qualifikation für den europäischen Wettbewerb EuroChallenge durchsetzte und nach über zehn Jahren erstmals wieder an einem europäischen Vereinswettbewerb teilnahm. Dort schlug man unter anderem zweimal den deutschen Bundesligisten Skyliners Frankfurt und zog in die Achtelfinalrunde ein. In der israelischen Meisterschaft war man weit weniger erfolgreich und erreichte nach zwei Trainerwechseln nur den vorletzten Tabellenplatz, so dass man erst in der Relegationsrunde den Klassenerhalt sicherstellte. Die folgende Saison 2011/12 endete nach nur fünf Saisonsiegen auf dem letzten Tabellenplatz, wobei Haifa die Klasse wegen Aufstockung der Liga hielt. Landesberg stieg zum zweitbesten Korbschützen der Ligat ha’Al auf und verließ die Mannschaft am Saisonende.
Zur Saison 2012/13 wurde Landesberg vom Double-Gewinner und Rekordmeister Maccabi Tel Aviv verpflichtet. Den israelischen Pokalwettbewerb verteidigte er mit Maccabi Tel Aviv, im Endspiel bezwang man Landesbergs ehemalige Mannschaft aus Haifa mit acht Punkten Unterschied. Im Viertelfinale des höchstrangigen europäischen Vereinswettbewerbs Euroleague verlor Tel Aviv glatt in drei Spielen gegen Real Madrid und schließlich auch überraschend das Meisterschaftsendspiel gegen Haifa, das sich für die Pokalfinalniederlage revanchierte und als Tabellenletzter des Vorjahres erstmals eine Meisterschaft gewann. In der folgenden Saison verteidigte Tel Aviv den Titel im israelischen Pokalwettbewerb und erreichte 2014 das Final Four der Euroleague. Dort schlug man überraschend mit einem Punkt Unterschied PBK ZSKA Moskau und schließlich im Endspiel Real Madrid nach Verlängerung. Landesberg bekam jedoch bei dem Endturnier keine Einsatzzeit, da Trainer David Blatt auf den Backcourt-Positionen ausreichend gute Korbschützen hatte und auf dem Flügel defensiv stärkeren Spielern den Vorzug gab. Zum Saisonabschluss holte man sich in den Endspielen der israelischen Meisterschaft gegen Titelverteidiger Haifa den Titel zurück und gewann damit eine Triple Crown. Landesberg blieb bis 2017 bei Maccabi Tel Aviv.
Mit der Saison 2017/18 wechselte Landesberg nach Spanien in die ACB zu Estudiantes Madrid. Am 1. April 2018 erzielte Landesberg im mit 100:91 gewonnenen Spiel gegen den FC Barcelona eine Karrierebestmarke (48 Punkte, davon acht von elf Dreipunktwürfen). Am 24. Mai 2018 wurde Landesberg in das All-Liga ACB First Team berufen und belegte in der Wahl zum wertvollsten Spieler der Liga ACB in der Saison 2017/18 den fünften Platz. In 30 ACB-Liga-Spielen erzielte Landesberg durchschnittlich 20,1 Punkte, 4 Rebounds und 1,9 Assists pro Spiel. Er war in dieser Saison mit 19,7 Punkten pro Spielen der zweitbeste Korbschütze der ACB.
Ab dem 22. Juni 2018 stand Landesberg in der Türkei bei Türk Telekom Ankara unter Vertrag. 2019 ging er zu den Zhejiang Golden Bulls nach China, blieb bis 2021 und spielte hernach im selben Land für die Beijing Royal Fighters. 2022 wurden die Shandong Heroes sein nächster Arbeitgeber in China.
Im Sommer 2023 schloss er sich dem spanischen Erstligisten CB Gran Canaria an. Landesberg bestritt für die Mannschaft während des Spieljahres 2023/24 eine Gesamtzahl von 32 Ligaeinsätzen, in denen sein Punktedurchschnitt bei 6,2 lag.
Landesberg kehrte zum Spieljahr 2024/25 nach Israel zurück, er erhielt einen Vertrag von Hapoel Haifa. Dort kam er jedoch nicht zum Einsatz. Ende November 2024 wechselte er zu Al Ula nach Saudi-Arabien. Ende Juli 2025 unterzeichnete er einen Dreijahresvertrag beim BK Klosterneuburg und wechselte damit erstmals nach Österreich.

### Nationalmannschaft
Landesberg gab seinen Einstand in der österreichischen Nationalmannschaft am 29. November 2018, als die Auswahl im Auswärtsspiel im Rahmen der Vorqualifikation zur Europameisterschaft 2021 (Gruppe D) gegen Großbritannien antrat. Er erzielte schon vor der Pause 40 Punkte und stellte mit 49 Punkten einen ÖBV-Rekord auf. Österreich gewann mit 96:82 (60:42). Weiters erreichte Landesberg zehn Rebounds, fünf Assists und zwei Ballgewinnen bei vier Ballverlusten in 34:37 Minuten Spielzeit. Nachträglich wurde die Punktezuschreibung für Landesberg auf 47 Punkte berichtigt.